# 데이비드 패커드
데이비드 패커드(영어: David Packard, 1912년 9월 7일 ~1996년 3월 26일)은 미국의 정치인이자 휴렛 팩커드 공동 설립자이다.

## 같이 보기
- 삼극위원회